# Dvojni asteroid
Dvojni asteroid (tudi binarni asteroid) je sistem dveh asteroidov, ki krožita okoli skupnega gravitacijskega središča podobno kot v dvozvezdju.  
Asteroide, ki imajo naravne satelite približno enake velikosti, so včasih poimenovali dvojni asteroidi (npr. 90 Antiopa).